# Квир Сарајево фестивал
Квир Сарајево фестивал је био први јавни квир фестивал у Босни и Херцеговини организован од стране Удружења Q, у септембру 2008. године у Сарајеву. Први Квир Сарајево фестивал је требало да се одржи од 24. до 28. септембра 2008. године, поклапајући се са светим муслиманским месецом Рамазаном. Имао је за циљ да прикаже животне приче ЛГБТ+ особа — њихове свакодневнице, љубави, везе, пријатељства, породице, активизам, страхове и све остале животне ствари и питања. Организациони тим фестивала припремио је петодневни програм укључујући изложбе, филмове (документарне и игране), округле столове и перформансе, у сврху укључивања квир теорије, уметности и културе у сарајевски културни мејстрим.
Фестивал је отворен 24. септембра 2008. године у Галерији Академије ликовних уметности у Сарајеву где је присуствовало око 250 учесника и учесница. Поред присутних надлежних полицијских снага, организатори Фестивала су ангажовали и приватну агенцију за заштиту. На дан отварења група од око 70 хулигана окупила се са друге стране реке Миљацке преко пута Академије и почела је вређати посетиоце фестивала. Узвикивали су „Аллаху Акбар”, „Средићемо вас!”, „Убиј педере!”. Полицијски службеници нису спречили хулигане да се приближе посетитељима и организаторима. Нападачи су бацали камење на зграду Академије, да би поједине посетитеље, по напуштању изложбе, пратили по Сарајеву и физички напали. Најмање десет особа је повређено током те ноћи, док је организациони тим наставио бити мета говора мржње и претњи које су пристизале седмицама пре и након отварања фестивала.
Иако програм није одржан у потпуности, сам фестивал никада није службено затворен, претварајући се тако у политичку борбу против насиља, национализма и фундаментализма у Босни и Херцеговини. Удружење Q је у период од 4. септембра до 3. октобра поднело 20 пријава Полицијским управама против НН лица која су учествовала у насиљу над гостима и организаторима фестивала.
Одржавање Квир Сарајево фестивала није настављено, али се ЛГБТ+ покрет у Босни и Херцеговини није угасио. Шест година после фестивала, а три године после подношења апелације Уставном суду, Удружење Q добило је пресуду у оквиру које се Влада Федерације БиХ и Влада Kантона Сарајево обавезују да овом удружењу исплате новчану накнаду на име нематеријалне штете.